# Komitet Stały Rady Ministrów
Stały Komitet Rady Ministrów – organ pomocniczy Rady Ministrów i Prezesa Rady Ministrów, którego zadaniem jest inicjowanie, przygotowywanie i uzgadnianie rozstrzygnięć albo stanowisk Rady Ministrów lub Prezesa Rady Ministrów w sprawach należących do zadań i kompetencji tych organów.
Komitet zleca organom i określa terminy przygotowania przez nie projektów aktów prawodawczych. Komitet składa premierowi co roku sprawozdania ze swojej działalności. Obecnym szefem Komitetu Stałego Rady Ministrów jest Maciej Berek.
W skład Komitetu wchodzą:
- Przewodniczący  Stałego  Komitetu  Rady  Ministrów,  powoływany  i odwoływany  przez  Prezesa Rady Ministrów spośród członków Rady Ministrów[3],
- członkowie, którymi są sekretarze stanu lub podsekretarze stanu w ministerstwach, wyznaczeni przez ministra[3],
- nie więcej niż trzech przedstawicieli Prezesa Rady Ministrów, którymi są Szef Kancelarii Prezesa Rady Ministrów lub wyznaczeni przez niego sekretarze stanu lub podsekretarze stanu w Kancelarii Prezesa Rady Ministrów.

W pracach Komitetu uczestniczą również:
- Prezes Rządowego Centrum Legislacji,
- Prezes Urzędu Ochrony Konkurencji i Konsumentów,
- Prezes Prokuratorii Generalnej Rzeczypospolitej Polskiej,
- Pełnomocnik Prezesa Rady Ministrów do spraw utworzenia i funkcjonowania Centrum Analiz Strategicznych,
- koordynator OSR,
- zaproszeni przedstawiciele innych organów, instytucji lub organizacji właściwych w sprawach będących przedmiotem prac.